# Félix Fernández García
Félix Fernández García (Cangues d'Onís, Astúries, 26 de setembre de 1897 - Madrid, 4 de juliol de 1966) va ser un actor espanyol.

## Biografia
Va néixer el 26 de setembre de 1897 a Cangues d'Onís, Astúries. Sent fill de Silverio Fernández Iglesias, de professió industrial, natural de Cangas de Morrazo i de Micaela García García, natural de Las Salas. En 1916 va debutar com a actor teatral durant una gira per l'Argentina. Després de la seva tornada a Espanya, va treballar en les companyies de María Guerrero i Catalina Bárcena. En 1931, es va traslladar a París, on va treballar fins a 1934 com a actor de doblatge als estudis Joinville, activitat que va continuar realitzant a Espanya. Després de la Guerra Civil espanyola, va començar una llarga carrera al cinema, apareixent en més de 200 pel·lícules.
Magnífic en tots els seus treballs, sovint va interpretar papers còmics. Destaquen els seus papers amb el director Luis García Berlanga, com el timador vestit de romà a Esa pareja feliz (codirigida per Rafael Bardem), com el metge a Bienvenido Mr. Marshall i també com a metge a Los jueves, milagro.
Va contreure matrimoni el 17 de juny de 1929, en la parròquia de San Miguel, a Vitòria amb la actriu de doblatge Irene Guerrero de Luna, sent el seu veritable nom Irene Texidor Mendo (Madrid 18 de maig de 1911-Madrid 23 de març de 1996).
Va morir en Valdetorres del Jarama, Madrid, d'un atac al cor mentre rodava la pel·lícula, El tesoro de O'Hara Padre. Després de finalitzar una de les escenes, i no reaparèixer al senyal de "tallin", la resta d'actors va acudir en la seva ajuda en veure'l recolzat en el sòl, però no es va poder fer res per ell. Va morir el 4 de juliol de 1966 encara que algunes fonts citen erròniament el 9 de juliol com la seva data de defunció.
Està enterrat al Cementiri de l'Almudena de Madrid.

## Filmografia parcial
- El destino se disculpa (1944)
- Las inquietudes de Shanti Andía (1946)
- Don Quijote de la Mancha (1949)
- Currito de la Cruz (1949)
- Pequeñeces (1950)
- Esa pareja feliz (1951)
- La laguna negra (1952)
- Bienvenido, Mister Marshall (1952)
- Cañas y barro (1954)
- Aquí hay petróleo (1955)
- Calabuch (1956)
- Los jueves, milagro (1957)
- La casa de la Troya (1959)
- Un rayo de luz (1960)
- Plácido (1961)
- La verbena de la Paloma (1963)
- Alambradas de violencia (1966)
- El ruiseñor de las cumbres (1958)
- La violetera (1958)

## Premis
En la vuitena edició de les Medalles del Cercle d'Escriptors Cinematogràfics va rebre la Medalla al millor actor secundari per la seva labor de conjunt.